# Фабрика Ломбе

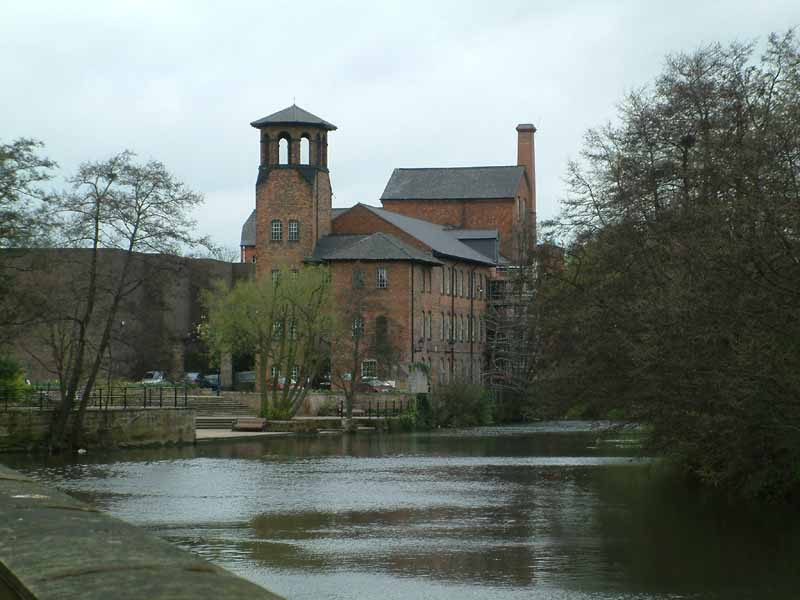
Здание музея; современный вид

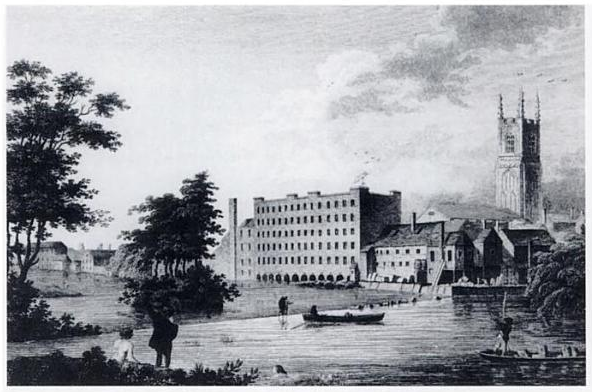
Фабрика Ломбе в XVIII веке

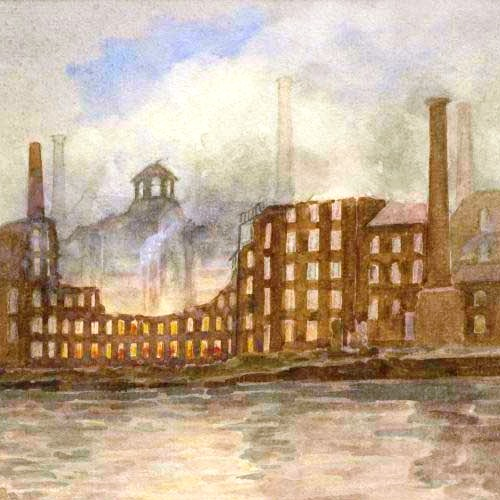
Пожар на шёлковой фабрике Дерби 1910 года; картина Альфреда Джона Кина

Шёлковая фабрика, Фабрика Ломбе (англ. Lombe’s Mill) — первая фабрика по производству шёлка и южная точка включённого в 2001 году во Всемирное наследие ЮНЕСКО в Великобритании комплекса фабрик в долине реки Дервент. Фабрика строилась в 1702 и 1717 годы после возвращения из Пьемонта Джона Ломбе (John Lombe) с шелкопрядными машинами filatoio и torcitoio; архитектор — Джордж Сороколд. Традиционно для производства шёлка использовались прялки, и машины должны были составить серьёзную конкуренцию; однако для них требовалось большое количество энергии.
Джон Ломбе умер в 1722 году при загадочных обстоятельствах, и, как полагали, был отравлен итальянским убийцей в наказание за воровство их коммерческой тайны. Его единокровный брат, Томас Ломбе, умер 2 июня 1739 года, оставив своё имение вдове и двум их дочерям.
В 1739 году фабрика была передана в лизинг Ричарду Уилсону (Richard Wilson). Уилсон управлял фабрикой совместно с лондонскими купцами Уильямом и Сэмюэлем Ллойдами и Томасом Беннетом в качестве наемного менеджера в доле.
Шёлковый комбинат был одной из туристических достопримечательностей Дерби; его посетил Босуэлл в сентябре 1777 года. Не все посетители были впечатлены условиями работы. Торрингтон прокомментировал их так: «жара, воняет и шумно», в то время как Фэрхолт в 1835 году был потрясен болезненным присутствием детей из бедных семей. Уильям Хаттон (William Hutton), бывший работником фабрики, позднее вспоминал об избиениях и низкой заработной плате: работа останавливалась только в засуху, экстремальные морозы и при перебоях с поставками сырья, хотя во время гонок в Дерби в августе 1748 года и во время выборов делались неофициальные выходные дни.
Ноябрь 1833 года начался с промышленных беспорядков в Дерби, которые привели к образованию Великого Национального профсоюза (Grand National Trades Union) в феврале 1834 года. Фабрика не находилась в центре этих событий, хотя относилась к работодателям, договорившихся не принимать рабочих, являвшихся членами профсоюза. В середине 1834 года владелец фабрики сообщил, что у него работают две трети машин, и ряд бывших работников просит о принятии на работу вновь. Согласно The Derby Mercury, ряд активистов не мог найти себе работу в Дерби.
Семья Тейлоров владела фабрикой до банкротства в 1865 году, когда им пришлось распродавать оборудование. The Derby Mercury рекламирует продажи ряда других шёлковых фабрик, что говорит о спаде отрасли в целом.
Производство шёлка было прекращено в 1908 году, когда новый владелец, FW Hampshire и Co, решил выпускать липкие ловушки на мух и лекарства от кашля. 5 декабря 1910 года на фабрике произошёл пожар, после которого восточная сторона здания упала в реку. Здание было отстроено, но уже трёхэтажным вместо прежних пяти этажей. Пожар на шёлковой фабрике Дерби 1910 года запечатлён на картине акварелиста Альфреда Джона Кина.
В 1920 годах здание использовалось Electricity Authority; в нём были открыты магазины, мастерские и столовая. Между фабрикой и дорогой располагалась электростанция, и о существовании фабрики практически забыли, пока в 1970 году электростанция не была разрушена.

## Музей
Музей в здании бывшей фабрики был открыт 29 ноября 1974 года.
3 апреля 2011 года Музей индустрии Дерби (музей промышленности и истории Дерби), расположенный ныне в здании бывшей фабрики, был закрыт Городским советом Дерби, чтобы высвободить деньги на реконструкцию ряда других музеев. Какой-либо даты открытия музея вновь в ближайшие два года в отчёте, объясняющем причины закрытия, объявлено не было. Однако отмечено, что открытие состоится так скоро, как это будет возможно, учитывая роль музея и его «положительное влияние на будущее города».